# 雁归西窗月
《雁归西窗月》（英語：Time Flies and You Are Here），2021年中国大陆古装电视剧，由曾舜晞、梁洁领衔主演。。2021年5月20日在騰訊視頻首播。

## 剧情简介
平凡女子谢小满阴差阳错之下得罪了吴江府有名的巨鹿郡王赵孝谦，又因他人设局与赵孝谦结下契约婚书，被迫嫁入郡王府。一纸契约让两人生活交织，从开始的欢喜冤家到逐渐相知相守，赵孝谦与谢小满携手历经坎坷，冲破重重阻碍，最终收获了一段浪漫的爱情。

## 播出时间
| 频道     | 所在地 | 播出日期      | 播出时间                                                        | 备注     |
| -------- | ------ | ------------- | --------------------------------------------------------------- | -------- |
| 騰訊視頻 | 中国   | 2021年5月20日 | 會員5月20日起逢四五六搶先看，非會員6月3日起逢四五六20點觀看二集 | 網絡平臺 |

## 演员列表

### 主要演员
| 演員   | 角色   | 介紹 |
| 曾舜晞 | 赵孝谦 | 鉅鹿郡王→吳國公→汴都府尹→鉅鹿郡王 字漢臣，霸道郡王，官宦世家，作为嫡子的他，五歲跟兄長趙孝劼入宮一起成為皇帝養子，七歲時兄長趙孝劼逝世，兄長去世四年後，十一歲出宮到吳江府養病，實際上是因為親生父母貴為濮王爺及濮王妃子嗣眾多，自然將身在宮中成為皇上兒子的親生兒子當作沒有他的存在一般，不管不顧，到吳江府養病是想要離開汴都那些爾虞我詐的爭鬥裡，从小锦衣玉食，性格比较霸道，在学院里学习遇上了谢小满，偶然机会下，两人有了婚约，从此他变成了谢小满的丈夫。 是掌管雄捷營徐淄將軍的徒弟，因为想要掌握自己的命运，选择上战场，成长为一名大将军。 吴江府 赵孝谦兄长(趙孝劼)去世后便去了吴江府养病，一养就是四年。在白鹿书院，因为不想考试所以和好友去烧试卷被小满碰见，后来找山长坦白试卷是自己烧的。白鹿书院和吴江府学蹴鞠赛，白鹿书院成功赢得了上半场， 但却输了下半场。蹴鞠赛后本想离开吴江府， 但是误以为小满送自己点心示爱，已是决定不搬。 柳公词会, 遭沈琰和徐戍设计。在钟子砚提议下纳谢小满为妾, 并和小满签了两年活契。在塘角村时, 赵孝谦和谢小满去了南冥湖吃了谢小满在路上摘的野果子，两人发癔症在南冥湖看到了鲲。 兰夜过后，赵孝谦和李师兄在学院发生争吵，赵孝谦并不知道谢小满也在场，要将谢小满以三文钱卖给一个同学。马球赛结束后，赵孝谦不愿意放小满走，为小满准备了很多东西还有烟花，赔罪。 赵孝谦对小满弄不见借鹤的事情非常生气，把小满赶出府。后来严伯阳向赵孝谦坦白自己拿走的鹤庐。 赵孝谦去街上玩投壶发现壶有问题便一脚踢翻了壶，撒出了很多黑豆，原来是摊主弄虚作假。摊主朝着旁边大喊有人砸场子，好些人蛮横的过来，赵孝谦轻易就把他们撂倒。赵孝谦制服这帮后，他们是逃兵，秦教头刚好带人赶到把他们抓走。 为了求娶谢小满为正妻，赵孝谦递折子自请官家下旨降赵孝谦的爵为吴国公，并圈禁吴江府。苏家财产案后赵孝谦在滕州知道哥哥真正的死因，也知道为什么皇室一定要他和沈照温成亲。赵孝谦为了不永远活控制之下，决定跟随徐将军一起去打仗立军功。 白川口 粮草欠缺， 三十万担粮草付诸一炬其中二十万担都是干草。赵孝谦为了守住白川口，出寨迎战不幸被敌军的箭射中。 白川口一战就是三年， 死了很多将士。赵孝谦承诺粮草的事他会给他们一个交代。 汴都 趙孝謙班师回朝，皇上给赵孝谦进爵，但是赵孝谦只求做汴都府尹，明面夺嫡，暗中彻查徐相与两京路白川口粮草的关联。 谢小满定亲的日子，赵孝谦从宫里出来就去苏家抢亲了，把小满扛走了。过几日，赵孝谦十里红妆娶谢小满进门。 皇后和徐相结党营私，竟要将赵孝谦就地斩杀，赵孝谦与徐相的人打斗间，有人从背后刺向赵孝谦，钟子砚情急挡在他身后被刺中当场倒地死亡。后陛下宣布将徐相押下去抄家彻查。赵孝谦办妥了陛下交代的事后，和谢小满离开汴都。一年后，和沈琰以及徐缁驻守白川口。 |
| 梁洁   | 谢小满 | 鉅鹿郡王妾室→女教书先生→鉅鹿郡王妃 元气少女，和赵孝谦不打不相识，之后有了契约成为了夫妻，在相处中，两人的感情加深，最后两人幸福的生活在一起。 吴江府 无奈的和母亲，弟弟坐车去吴江府，第一天就在街上后退的时候不小心踩死了蛐蛐赵巾帼。身上的收据掉落在地，被赵孝谦捡到了。第二天，去到学院不巧在六君子斋门外碰到赵孝谦等人在烧试卷。被先生误会而非常生气地训斥她。为了赎回家中的三十亩桑田，去了郡王府应聘赚钱。在一场拉扯的时候扯坏了赵孝谦的剑穗，赵孝谦非常生气找出收据当面撕了。 蹴鞠赛前, 徐戍威胁小满把巴豆粉下在赵孝谦的餐食里, 好让白鹿书院输掉比赛。因为误会小满送点心示爱, 次日用纸条约小满申时去太平楼听人论道(约会), 但是为了替明姑扮蚕女而失约。 柳公词会, 遭沈琰和徐戍设计, 清誉受损。种种原因后，不得不嫁入王府为妾, 并和赵孝谦签了两年活契。嫁入王府后，处处被朱嬷嬷刁难。为了读书和证明自己的实力，谢小满回门那天被明姑带到书院里考试。 兰夜过后，得知赵孝谦要以三文钱把自己卖了于是懊恼的说要跟赵孝谦比马球，若是得了甲等便请山长助她赎身。谢小满日夜努力，终于嬴了马球赛。 傩舞祭奠, 谢小满找赵孝谦借鹤庐准备用来持剑祝祷词， 可是没想到练习时，鹤庐被人偷走。后来明姑和小满派人出去找，突然听见路边的人说严伯阳在小章台跟徐戍赌钱，好像是为了柄剑。小满赶过去发现真的是鹤庐，徐戍要谢小满喝完一壶酒才用鹤庐跟她赌，小满答应也赢了徐戍。 苏家阿婆病重， 苏家财产案开堂， 谢小满作为人证上公堂。可是濮王妃为了要谢小满离开赵孝谦，买通了官府的人，让严大人把苏昌记判给了苏亭山。谢小满后来得知一切都是濮王妃从中作梗，王妃也承认了钟子砚的事也是她做的，还拿出谢小满哥哥的玉佩威胁谢小满若依旧执迷与汉臣成婚，她可就保不住小满哥哥会怎么样。次日，谢小满与赵孝谦见面，提出离开赵孝谦。后来柳先生得知小满也去汴都，便邀她一起传道授业编撰女史。在三年内，小满在柳先生的书院里做了教书先生。 汴都 李溯向谢小满求婚，也因某种原因答应嫁给李溯。在两人定亲的日子，赵孝谦去苏家抢亲，把谢小满扛走，并且过几日，风光迎娶谢小满进门。 皇后和徐相结党营私事件后，和赵孝谦离开汴都，封为郡王妃，和赵孝谦驻守白川口。 |

### 其他演员
| 演員     | 角色   | 介紹 |
| 樊治欣   | 钟子砚 | 字 行周，嫩草堂主，赵孝谦的好友，出身寒门，父親曾狀元及第，可惜過世的早，只剩下娘親及妹妹，苏味喜欢的人，秦教頭說：「年紀輕輕，老成持重，一點年輕人的血氣都沒有」。一心为了赵孝谦，自然希望他事事順遂自己的心意，平安順遂，處處幫襯趙孝謙。 牵扯到秋闱考题(刑罚忠厚之至论)泄露事件, 作为舞弊这一辈子都进不了贡院。在赵孝谦的帮忙下, 后来获得了单独考试的机会。 后跟隨趙孝謙去雄捷營帶兵白石川戰爭，成為雄捷營三營中的參謀軍事，最后在宮裡为救赵孝谦去世。 |
| 刘洛汐   | 苏味   | 谢小满的表姐，也是蘇昌記的少東家，小名 明姑，性格彪悍可爱，坦率自然，为了谢小满可以做许多事，是个敢爱敢恨的女生。曾喜欢钟子砚，後期明白嚴伯陽的愛慕之情，而真心面對自己的內心，確定自己也喜歡嚴伯陽跟其成婚，成為嚴伯陽的妻子。 |
| 李欣泽   | 严伯阳 | 字 湛之，吳江府知府嚴能甫兒子，嚴知府家的二公子，趙孝謙及鍾子硯的好友兼同窗，喜愛自在、表面看似玩世不恭，其實是個真誠善良的富家公子。喜歡蘇味，但知道她喜歡自己的好友鍾子硯，而默默的為蘇味付出不求回報，後來接受蘇味的告白，與其成為蘇味的夫君。 |
| 李九霖   | 李溯   | 字 從文，是謝小滿的師兄，行走四方、見識廣博的書生，喜歡祝行首，但礙於家中背景，無法相守，後來愛慕謝小滿，但明白她終究不會愛上自己，後來寧可當她永遠的師兄，願她一生平安喜樂。 |
| 高晟     | 沈琰   | 字 君復，樞密都承旨之子，吳江府學院的學生，原與趙孝謙是死對頭，後來跟趙孝謙一起加入雄捷營去白川石打仗，成為副將也是趙孝謙同伴，是個為朋友兩肋插刀的人，一起對抗皇后與徐奐(當朝宰相)。 |
| 关畅     | 沈照温 | 小名 令娘。榮安縣主。沈琰之妹，笑裡藏刀暗地裡計謀陷害謝小滿。 |
| 于軒鴻灝 | 徐庶   | 浙西轉運判官之子，沈琰跟班，後因犯事，被趙孝謙貶去邊關鎮守。 |
| 任东霖   | 謝愚   | 謝小滿、謝洵、謝鯉之父 |
| 張彤     | 謝孟氏 | 謝小滿、謝洵、謝鯉之母 |
| 鄧英     | 蘇華中 | 蘇味之母，蘇昌記東家 |
| 黄勐     | 孟漢儒 | 蘇味之父 |
| 趙昕     | 祝漁   | 小名 宴娘。祝行首。小章台紅牌,喜歡李溯，後來脫籍嫁王員外 |
| 楊常青   | 良吉   | 郡王府管家，從汴都開始到吳江府一路服侍趙孝謙 |
| 馮澤     | 謝敬   | 謝小滿伯父，謝如英之父，吳江府縣令。 |
| 王若溪   | 謝如英 | 謝小滿堂姐，謝敬嫡女 |
| 曹婉瑾   | 薛燕婉 | 吳江府通判之女 |
| 刘洁     |        | 嚴母 |
| 刘钧     |        | 皇帝 |
| 李昊洋   | 趙孝劼 | 當今皇上收養的兒子，真是身份是濮王爺及濮王妃之子，趙孝謙(巨鹿郡王爺)的兄長，曾是東宮太子，因為幼年的趙孝謙在宮內放風箏，驚擾了當今皇后，導致皇后當場生產，太醫診斷後，實皇后之子，早就三天前死於胎內，並非趙孝謙放風箏驚擾皇后導致孩子產死，可皇后心有不甘，讓當時還是東宮太子的趙孝劼，做選擇，要不是自己死就是趙孝謙死，兩人只能活一個，為皇后死了的孩子償命，最終選擇自己死，換的趙孝謙能好好成長，後封為永國公。                                      |
| 祁寶泉   | 楊熾道 | 白麓書院山長 |
| 于雷     | 徐少林 | 白麓書院監院 |
| 張逗逗   | 柳懷英 | 白麓書院柳先生 |
| 方楚彤   | 紅酥   | 巨鹿郡王府侍女，濮王妃安插在趙孝謙身邊的。 |

## 电视剧歌曲
| 曲序 | 曲目               | 演唱            |
| ---- | ------------------ | --------------- |
| 1.   | 相同月光（片头曲） | 朱興東          |
| 2.   | 聲聲念（片尾曲）   | 梁潔/蔡翊昇     |
| 3.   | 翩翩（插曲）       | 新樂塵符/吴梓琪 |
| 4.   | 春風無依（插曲）   | 司南            |
| 5.   | 今昔（插曲）       | 葉里            |